# Айві (Джорджія)
Айві (англ. Ivey) — місто (англ. town) в США, в окрузі Вілкінсон штату Джорджія. Населення — 1037 осіб (2020).

## Географія
Айві розташоване за координатами 32°54′36″ пн. ш. 83°17′59″ зх. д. / 32.91000° пн. ш. 83.29972° зх. д. (32.909928, -83.299847).  За даними Бюро перепису населення США в 2010 році місто мало площу 7,69 км², з яких 6,59 км² — суходіл та 1,10 км² — водойми.

## Демографія
Згідно з переписом 2010 року, у місті мешкала 981 особа в 394 домогосподарствах у складі 279 родин. Густота населення становила 128 осіб/км².  Було 492 помешкання (64/км²).
Расовий склад населення:
| - 93,6 % — білих - 2,1 % — чорних або афроамериканців - 1,2 % — корінних американців - 0,2 % — азіатів - 1,6 % — осіб інших рас |

До двох чи більше рас належало 1,2 %. Частка іспаномовних становила 1,4 % від усіх жителів.
За віковим діапазоном населення розподілялося таким чином: 25,2 % — особи молодші 18 років, 60,7 % — особи у віці 18—64 років, 14,1 % — особи у віці 65 років та старші. Медіана віку мешканця становила 39,4 року. На 100 осіб жіночої статі у місті припадало 90,9 чоловіків;  на 100 жінок у віці від 18 років та старших — 87,2 чоловіків також старших 18 років.
Середній дохід на одне домашнє господарство  становив 45 001 долар США (медіана — 36 221), а середній дохід на одну сім'ю — 56 522 долари (медіана — 52 321). За межею бідності перебувало 17,0 % осіб, у тому числі 20,8 % дітей у віці до 18 років та 9,8 % осіб у віці 65 років та старших.
Цивільне працевлаштоване населення становило 353 особи. Основні галузі зайнятості: будівництво — 17,0 %, роздрібна торгівля — 12,7 %, виробництво — 12,5 %.